# Etiopiens administrativa indelning

Etiopiens nuvarande regioner och zoner.

Etiopiens administrativa indelning som den ser ut idag skapades 1996, då de 13 tidigare provinserna avskaffades. De 13 provinserna var i många fall kopplade till historiska regioner, och de används fortfarande ibland som geografiska referenser i informella sammanhang. Provinserna ersattes av nio regioner (kililoch) som i stora drag följde de etniska skiljelinjerna i landet, samt två städer med särskild status (Addis Abeba och Dire Dawa). Sedan 2020 har antalet regioner ökat till tolv efter att regionerna Sidama, Sydvästetiopiska folkens region (SWEPR), Centrala Etiopien och Södra Etiopien bildats genom utbrytningar ur regionen Ye Debub Biheroch Bihereseboch na Hizboch. Regionerna har stort självstyre och kan själva stifta lagar. De har dessutom grundlagsstadgad rätt att bryta sig ur Etiopien.
Regionerna, eller delstaterna, är i sin tur indelade i 68 zoner. Zonerna delas in i 556 distrikt (woreda), som i sin tur delas i kebele.
Under kejsardömet, före andra världskriget, var Etiopien indelat i kungadömen med visst självstyre.

## Regioner
- Afar
- Amhara
- Binshangul Gumuz
- Centrala Etiopien (bildad 2023)[1]
- Gambela Hizboch
- Harari
- Oromiya
- Sidama (bildad 2020)[1]
- Somali
- Sydvästetiopiska folkens region (bildad 2021)[1]
- Södra Etiopien (bildad 2023)[1]
- Tigray

Städer med särskild status:
- Addis Abeba
- Dire Dawa

Tidigare regioner
- Ye Debub Biheroch Bihereseboch na Hizboch (”De södra nationernas, nationaliteternas och folkens region”, upplöst 2023)

## Provinser 1942–1995

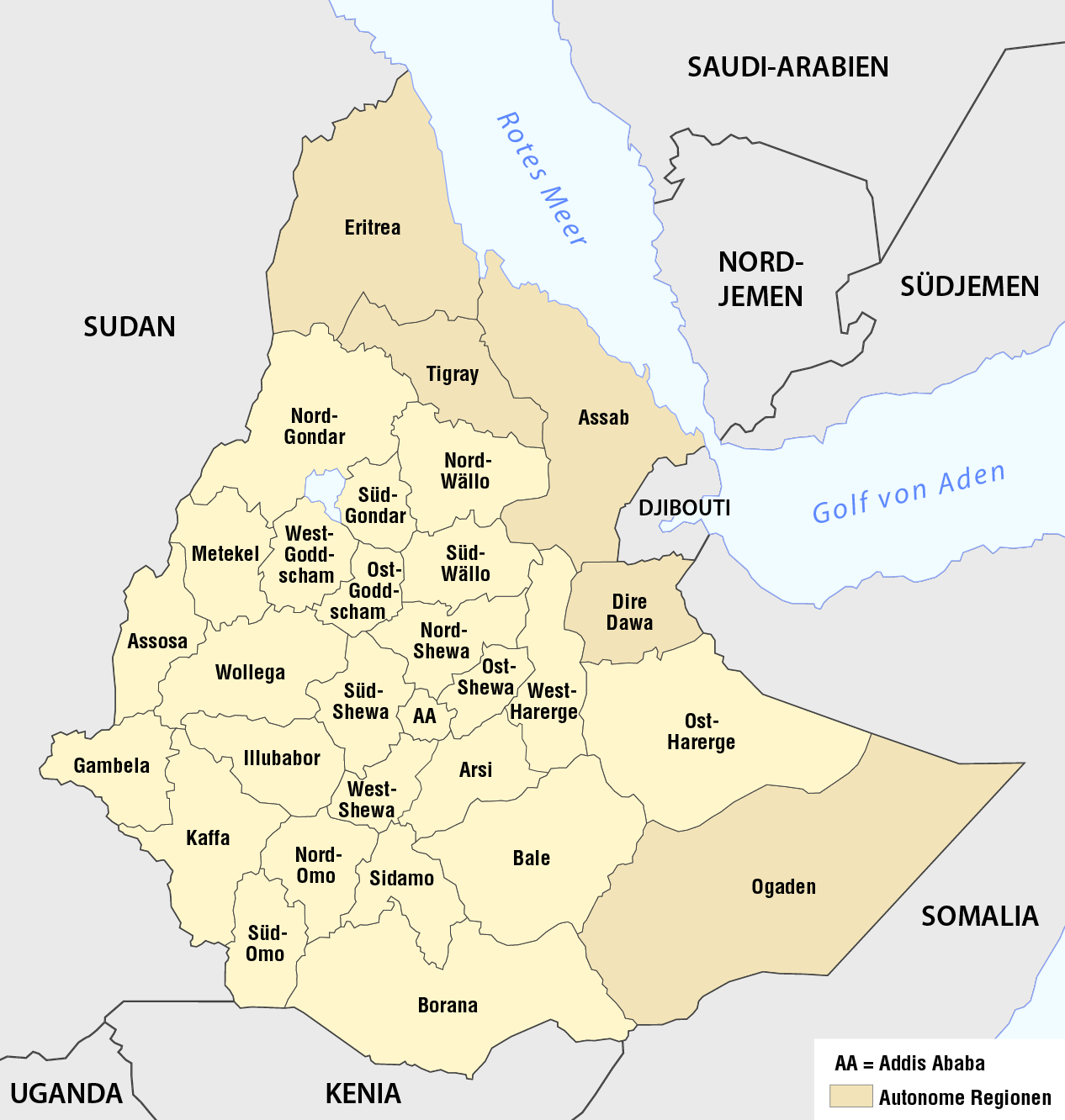
1987–1991

- Arsi
- Bale
- Begemder
- Gamu-Gofa
- Gojjam
- Hararghe
- Illubabor
- Kaffa
- Shewa
- Sidamo
- Tigray
- Welega
- Wello